# میناگون زنگوله‌ای
میناگون زنگوله‌ای (نام علمی: Manorina melanophrys) نام یک گونه از سرده میناگون‌ها است.

## نگارخانه

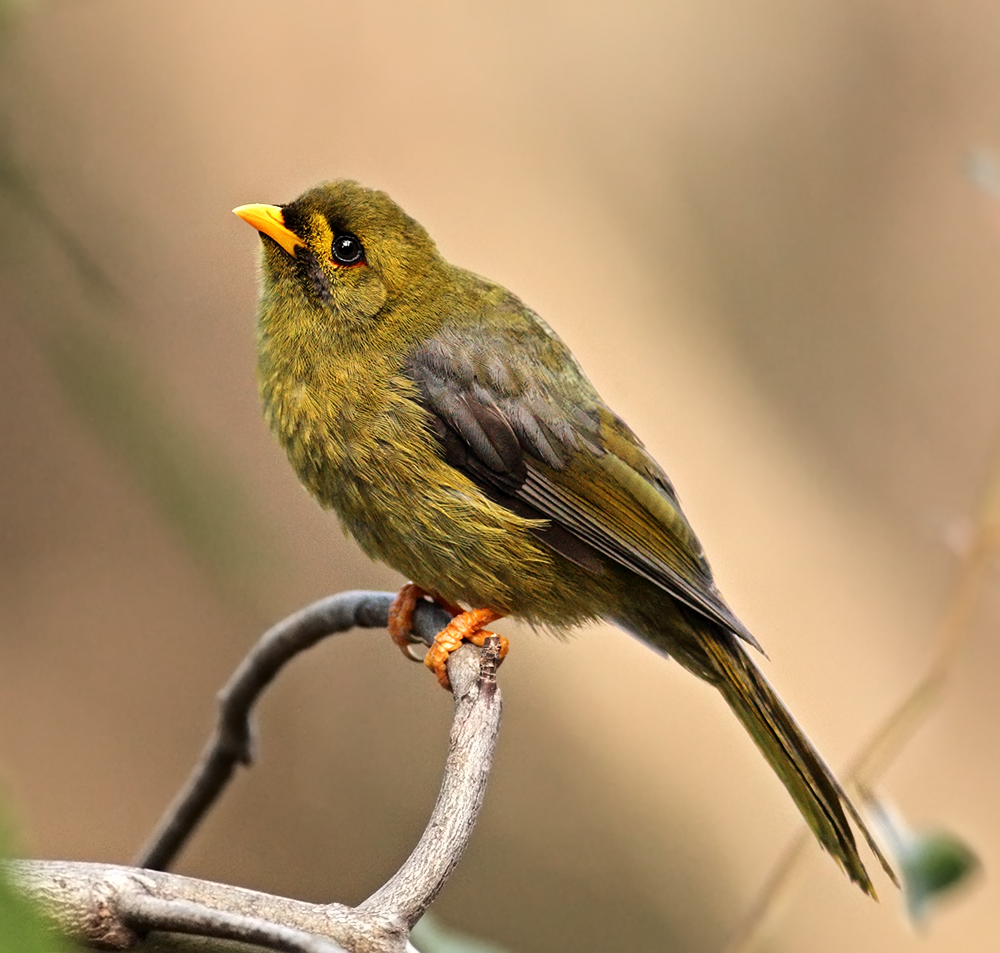
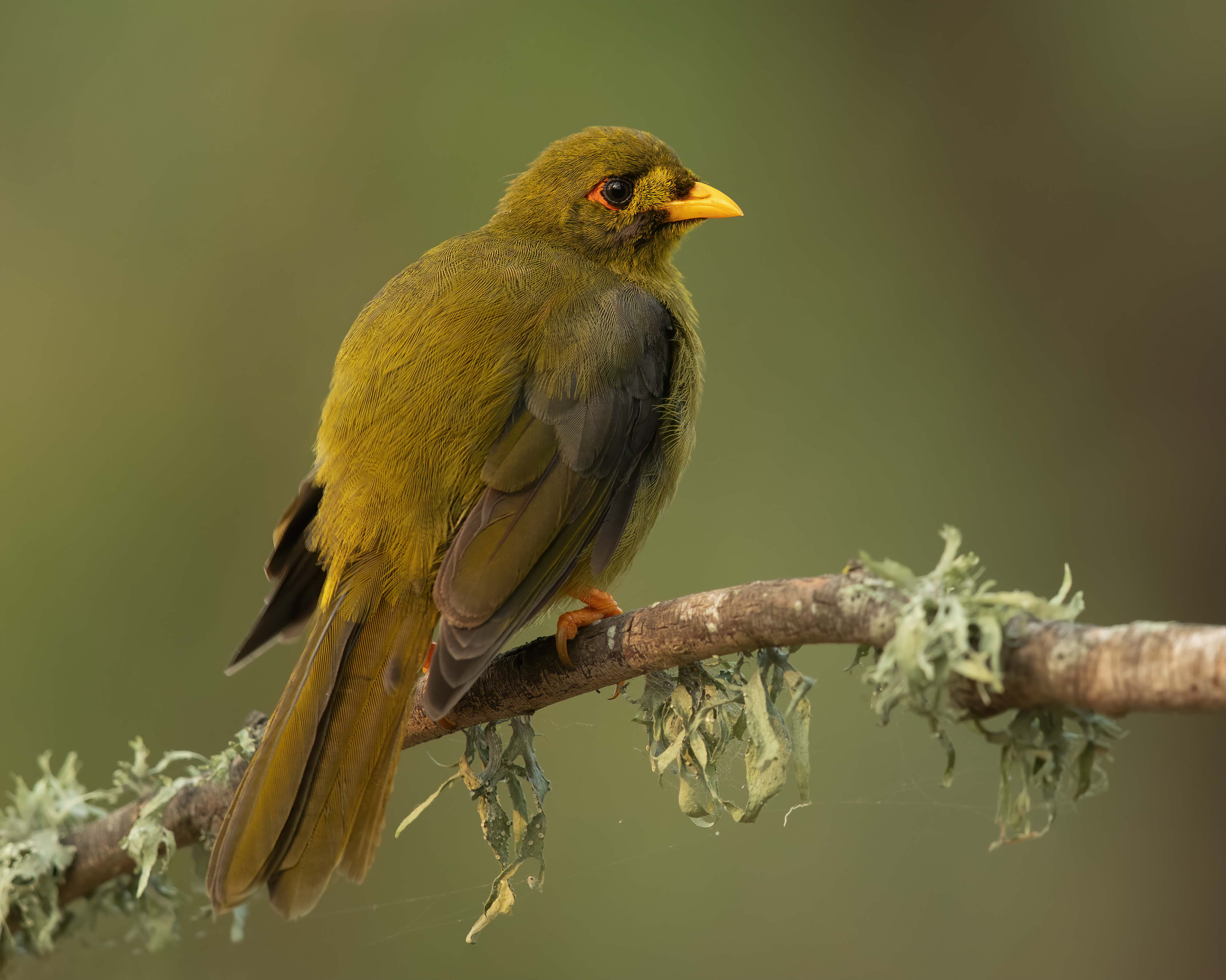